# Paul McGuigan
Paul McGuigan (Bellshill, Escócia, 19 de setembro de 1963) é um cineasta e diretor de televisão britânico, conhecido por seus filmes Lucky Number Slevin, Gangster No. 1 e Push.
Ele também dirigiu episódios de Sherlock, Scandal e Smash.